# Draegersche Tuchfabrik

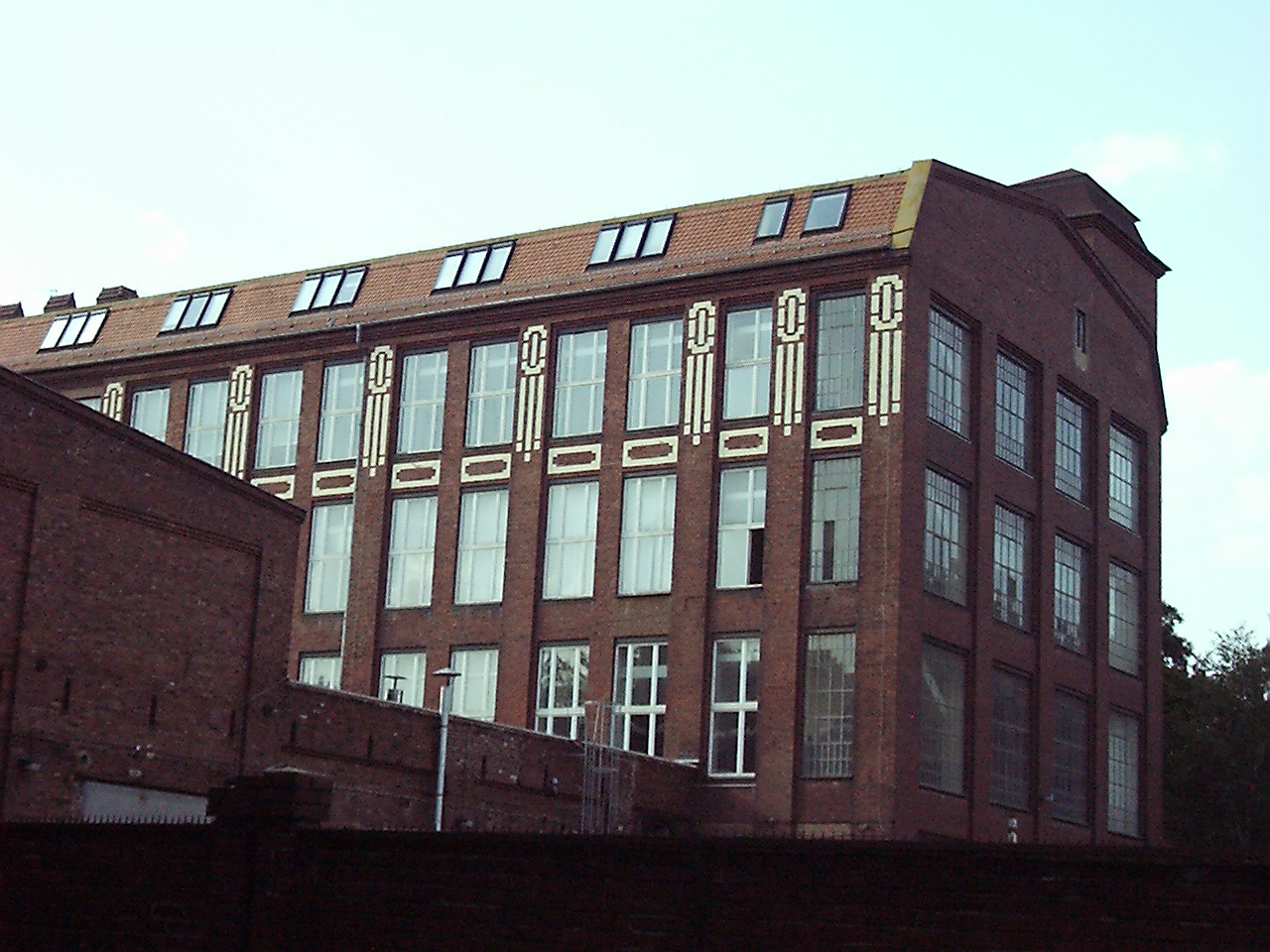
Gebäudeausschnitt der Tuchfabrik, 2008, vor Sanierung

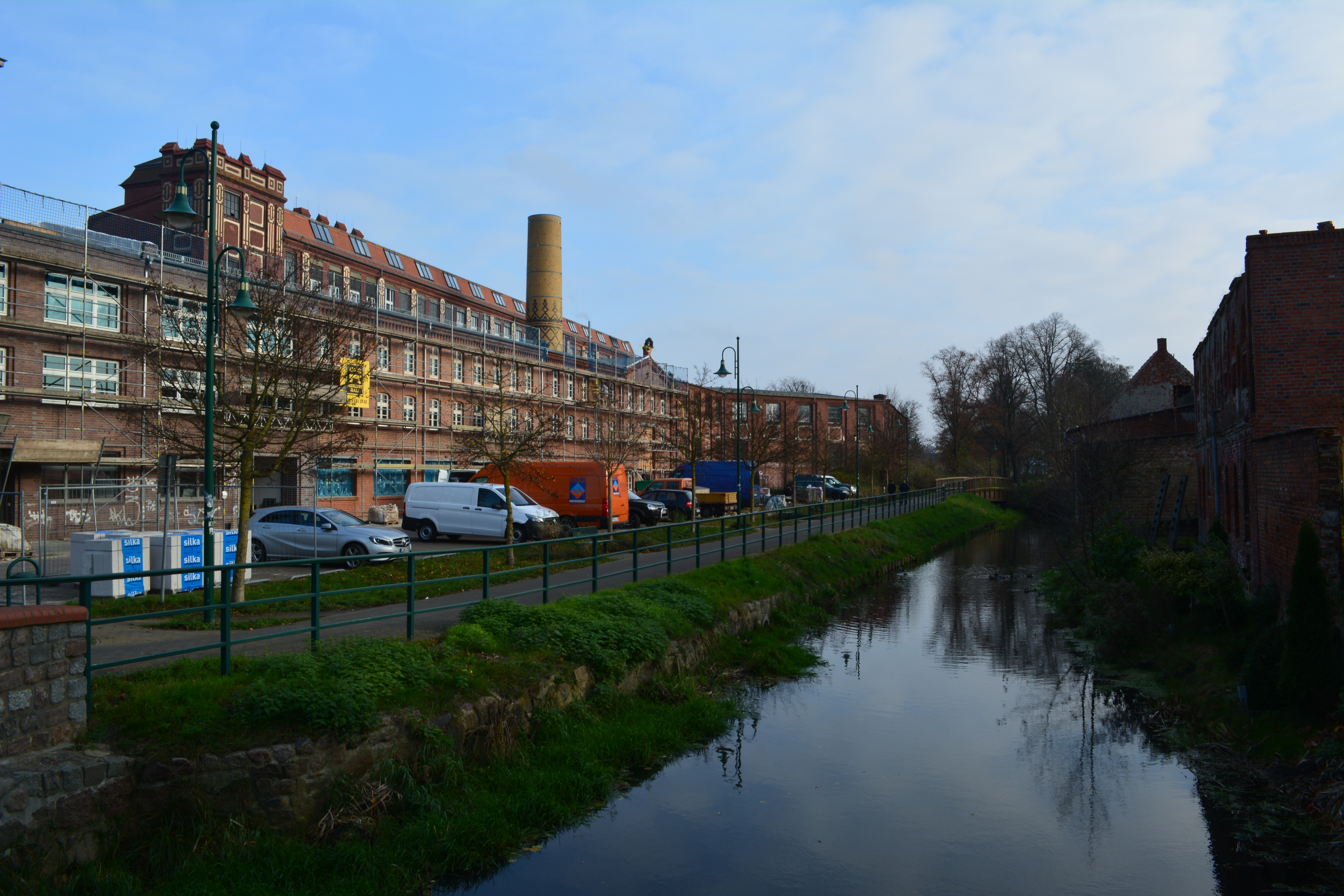
Schräge Frontalansicht, Richtung Haupteingang, 2014

Die Draegersche Tuchfabrik auch Tuchfabrik Gebr. Draeger, gelegen im Zentrum Pritzwalks am Meyenburger Tor 1, ist ein städtebaulich bedeutender Gebäudekomplex, der sich aus verschiedenen Funktionsgebäuden zusammensetzt. Die Draegersche Tuchfabrik prägte in der Zeit der Industrialisierung das Wirtschaftsleben in Pritzwalk intensiv. Das Produktionsgebäude ist eine Keimzelle des späteren Industrieimperiums der Familie Quandt.
In der Pritzwalker Tuchfabrik wurden aus Wolle Uniformstoffe aller Art hergestellt, nicht nur für das Preußische Militär, sondern auch für die Eisenbahn, die Post, Beamte und sonstige uniformierte Amtspersonen im preußischen Staatsdienst.

## Gebäudebestandteile
Die Fabrik besteht aus Verwaltungsgebäude (zuletzt Kreisverwaltung), Wolllager, Lagerhaus, Wäscherei und Trocknerei, Maschinenhaus, Kesselhaus, Schornstein, Färberei, Materiallager, Lichtgang, altem Hochbau, Walke, Presserei, Spinnerei- und Webereihochbau, Treppenturm, Treppenhaus, Schlosserei, Lagerräume, Galerie, Übergang und Einfriedung.

## Geschichte der Tuchfabrik als textiles Produktionsgebäude
Im Jahr 1839 übernahmen die Gebrüder Ludwig und August Dräger die Weberei ihres Vaters und machten daraus eine Tuchfabrik, in der sie Pritzwalks erste Dampfmaschine einsetzten. Die Nachfrage vor allem des Militärs nach strapazierfähigen Tuchen ließ die Fabrik wachsen. Man zog schließlich auf das Grundstück an der Dömnitz.
Emil Quandt kaufte sich in das Unternehmen ein und erwarb nach und nach immer weitere Unternehmensbeteiligungen hinzu. 1880 übernahm Emil Quandt die Tuchfabrik. Nach Emil übernahm Günther Quandt die Geschäfte, dann kam Sohn Herbert Quandt, seine Erben waren dessen dritte Ehefrau Johanna Quandt sowie die beiden jüngsten Kinder Susanne Klatten und Stefan Quandt. Die Quandts entwickelten sich von Pritzwalk aus zu einem der größten Familienunternehmen Deutschlands.
Die Quandts ließen 1936 bis 1938 ein neues Verwaltungsgebäude mit repräsentativer Klinkerfassade für ihre Tuchfabrik errichten. Das Verwaltungsgebäude befindet sich auf einer Insel der Dömnitz. Erbaut wurde es von 1936 bis 1938 von Hoffmann. Nach dem Krieg wurde die Familie Quandt enteignet.

## Nachnutzungskonzepte
Nach dem Zweiten Weltkrieg wurde die Tuchfabrik zum Sitz der Kreisverwaltung Pritzwalk. Als 1993 der Kreisstadtstatus verloren ging, stand auch die Tuchfabrik schnell leer. Seit 2017 ist die vormalige Tuchfabrik gleichermaßen Bildungsstandort, Wohnraum für dreißig Mietparteien und Museum. Dieses trägt nach einer Entscheidung vom August 2017 nun den Namen Museumsfabrik Pritzwalk.